# (3233) Krisbarons
3233 Krišbarons er en asteroide i asteroidebæltet, med en omløbstid på 1213,5699777 dage (3,32 år).
Asteroiden blev opdaget den 8. september 1977 af Nikolaj Stepanovitj Tjernykh og opkaldt efter den lettiske folklorist Krišjānis Barons.